# Número primitivo
En teoría de números recreativa, un número primitivo ("primeval number" en inglés) es un número natural n para el cual el número de números primos que se pueden obtener permutando algunas o todos sus dígitos (en base 10) es mayor que el número de primos obtenible de la misma manera para cualquier número natural más pequeño. Los números primitivos fueron descritos por primera vez por Mike Keith.

## Ejemplos
Los primeros números primitivos son
1, 2, 13, 37, 107, 113, 137, 1013, 1037, 1079, 1237, 1367, 1379, 10079, 10123, 10136, 10139, 10237, 10279, 10367, 10379, 12379, 13679, ... (sucesión A072857 en OEIS)
El número de primos que se pueden obtener de los números primos es
0, 1, 3, 4, 5, 7, 11, 14, 19, 21, 26, 29, 31, 33, 35, 41, 53, 55, 60, 64, 89, 96, 106, ... (sucesión A076497 en OEIS)
El mayor número de primos que se pueden obtener de un número primo con n dígitos es
1, 4, 11, 31, 106, 402, 1953, 10542, 64905, 362451, 2970505, ... (sucesión A076730 en OEIS)
El número más pequeño de n dígitos para lograr este número de números primos es
2, 37, 137, 1379, 13679, 123479, 1234679, 12345679, 102345679, 1123456789, 10123456789, ... (sucesión A134596 en OEIS)
Los números primitivos pueden ser compuestos. El primero es 1037 = 17×61. Un primo primitivo es un número primitivo que también es un número primo:
2, 13, 37, 107, 113, 137, 1013, 1237, 1367, 10079, 10139, 12379, 13679, 100279, 100379, 123479, 1001237, 1002347, 1003679, 1012379, ...
(sucesión A119535 en OEIS)
La siguiente tabla muestra los siete primeros números primos con los primos obtenibles y el número de ellos.
| Número primitivo | Primos obtenidos                            | Número de primos |
| ---------------- | ------------------------------------------- | ---------------- |
| 1                |                                             | 0                |
| 2                | 2                                           | 1                |
| 13               | 3, 13, 31                                   | 3                |
| 37               | 3, 7, 37, 73                                | 4                |
| 107              | 7, 17, 71, 107, 701                         | 5                |
| 113              | 3, 11, 13, 31, 113, 131, 311                | 7                |
| 137              | 3, 7, 13, 17, 31, 37, 71, 73, 137, 173, 317 | 11               |

## Base 12
En base 12, los números primitivos son: (usando dos y tres invertidos para diez y once, respectivamente)
1, 2, 13, 15, 57, 115, 117, 125, 135, 157, 1017, 1057, 1157, 1257, 125Ɛ, 157Ɛ, 167Ɛ, ...
El número de primos que se pueden obtener de los números primitivos es: (escrito en base 10)
0, 1, 2, 3, 4, 5, 6, 7, 8, 11, 12, 20, 23, 27, 29, 33, 35, ...
| Número primitivo | Primos obtenidos                             | Número de primos (escrito en base 10) |
| ---------------- | -------------------------------------------- | ------------------------------------- |
| 1                |                                              | 0                                     |
| 2                | 2                                            | 1                                     |
| 13               | 3, 31                                        | 2                                     |
| 15               | 5, 15, 51                                    | 3                                     |
| 57               | 5, 7, 57, 75                                 | 4                                     |
| 115              | 5, 11, 15, 51, 511                           | 5                                     |
| 117              | 7, 11, 17, 117, 171, 711                     | 6                                     |
| 125              | 2, 5, 15, 25, 51, 125, 251                   | 7                                     |
| 135              | 3, 5, 15, 31, 35, 51, 315, 531               | 8                                     |
| 157              | 5, 7, 15, 17, 51, 57, 75, 157, 175, 517, 751 | 11                                    |

Téngase en cuenta que en base 12, los números 13, 115 y 135 son compuestos: 13 = 3×5, 115 = 7×1Ɛ, y 135 = 5×31.